# ۱۴۳۶ (قمری)
۱۴۳۶ قمری، هزار و چهارصد و سی و ششمین سال در گاه‌شماری هجری قمری قراردادی سالی کبیسه است.
اول محرم این سال روز شنبه: (۳ آبان ۱۳۹۳ هجری خورشیدی) برابر با بیست‌وپنجم اکتبر سال ۲۰۱۴ میلادی است.